# Liste des primates décrits par Carl von Linné
Le naturaliste suédois Carl von Linné a fondé les bases du système moderne de la nomenclature binominale. En 1758, dans la dixième édition de son « Système de la nature », il introduit l'ordre des primates, qui comprend quatre genres : Homo (les humains), Simia (les singes), Lemur (les lémuriens) et Vespertilio (les chauves-souris).

## GenreHomo
| 1758 | 1766 | Nom binominal    | Variété                  | Nom commun       |
| ---- | ---- | ---------------- | ------------------------ | ---------------- |
| 1    | 1    | Homo sapiens     | Homo ferus               | Homme sauvage    |
| 1    | 1    | Homo sapiens     | Homo sapiens americanus  | Homme américain  |
| 1    | 1    | Homo sapiens     | Homo sapiens europaeus   | Homme européen   |
| 1    | 1    | Homo sapiens     | Homo sapiens asiaticus   | Homme asiatique  |
| 1    | 1    | Homo sapiens     | Homo sapiens afer        | Homme africain   |
| 1    | 1    | Homo sapiens     | Homo sapiens monstruosus | Homme monstrueux |
| 2    | 2    | Homo troglodytes |                          |                  |

## GenreSimia
| Divisions                                   | 1758 | 1766           | Nom binominal      | Nom commun                  | Illustration | Équivalent actuel (MSW 2005) | Habitat   |
| ------------------------------------------- | ---- | -------------- | ------------------ | --------------------------- | ------------ | ---------------------------- | --------- |
| Sans queues « Singes » (Simiae)             | 1    | 1              | Simia satyrus      | Troglodyte (ou Pongo)       |              | Pan troglodytes              | Afrique   |
| Sans queues « Singes » (Simiae)             | 1    | 1              | Simia satyrus      | Orang-outang (ou Jocko)     |              | Pongo pygmaeus               | Indes     |
| Sans queues « Singes » (Simiae)             |      | Simia pygmaeus |                    | Orang-outang (ou Jocko)     |              | Pongo pygmaeus               | Indes     |
| Sans queues « Singes » (Simiae)             |      |                | Simia lar          | Gibbon                      |              | Hylobates lar                | Indes     |
| Sans queues « Singes » (Simiae)             | 2    | 2              | Simia sylvanus     | Pithèque                    |              | Macaca sylvanus              | Afrique   |
| Sans queues « Singes » (Simiae)             |      | 3              | Simia inuus        | Magot                       |              | Macaca sylvanus              | Afrique   |
| Queues courtes « Babouins » (Papiones)      |      | 4              | Simia nemestrina   | Maimon                      |              | Macaca nemestrina            | Indes     |
| Queues courtes « Babouins » (Papiones)      | 4    | 5              | Simia apedia       | Babouin à queue très courte |              | Saimiri sciureus             | Amériques |
| Queues courtes « Babouins » (Papiones)      | 3    | 6              | Simia sphinx       | Papion                      |              | Mandrillus sphinx            | Afrique   |
| Queues allongées « Guenons » (Cercopitheci) |      | 7              | Simia maimon       | Mandrill                    |              | Mandrillus sphinx            | Afrique   |
| Queues allongées « Guenons » (Cercopitheci) | 11   | 8              | Simia hamadryas    | Hamadryade                  |              | Papio hamadryas              | Afrique   |
| Queues allongées « Guenons » (Cercopitheci) |      | 9              | Simia veter        | Lowando                     |              | Macaca silenus               | Indes     |
| Queues allongées « Guenons » (Cercopitheci) | 5    | 10             | Simia silenus      | Ouandérou                   |              | Macaca silenus               | Indes     |
| Queues allongées « Guenons » (Cercopitheci) | 6    | 11             | Simia faunus       | Malbrouck                   |              | Cercopithecus diana          | Afrique   |
| Queues allongées « Guenons » (Cercopitheci) |      | 12             | Simia belzebul     | Ouarine                     |              | Alouatta belzebul            | Amériques |
| Queues allongées « Guenons » (Cercopitheci) |      | 13             | Simia seniculus    | Alouate                     |              | Alouatta seniculus           | Amériques |
| Queues allongées « Guenons » (Cercopitheci) | 7    | 14             | Simia paniscus     | Coaïta                      |              | Ateles paniscus              | Amériques |
| Queues allongées « Guenons » (Cercopitheci) | 16   | 15             | Simia cynomolgus   | Macaque                     |              | Macaca fascicularis          | Indes     |
| Queues allongées « Guenons » (Cercopitheci) |      | 16             | Simia cynocephalus | Cynocéphale                 |              | Macaca fascicularis          | Indes     |
| Queues allongées « Guenons » (Cercopitheci) | 8    | 17             | Simia diana        | Diane                       |              | Cercopithecus diana          | Afrique   |
| Queues allongées « Guenons » (Cercopitheci) |      | 18             | Simia sabaea       | Callitriche                 |              | Chlorocebus sabaeus          | Afrique   |
| Queues allongées « Guenons » (Cercopitheci) | 9    | 19             | Simia cephus       | Moustac                     |              | Cercopithecus cephus         | Afrique   |
| Queues allongées « Guenons » (Cercopitheci) |      | 20             | Simia trepida      | Trembleur                   |              | Cebus apella                 | Amériques |
| Queues allongées « Guenons » (Cercopitheci) | 10   | 21             | Simia aygula       | Aigrette                    |              | Macaca fascicularis          | Indes     |
| Queues allongées « Guenons » (Cercopitheci) |      | 22             | Simia pithecia     | Saki                        |              | Pithecia pithecia            | Amériques |
| Queues allongées « Guenons » (Cercopitheci) |      | 23             | Simia nictitans    | Hocheur                     |              | Cercopithecus nictitans      | Afrique   |
| Queues allongées « Guenons » (Cercopitheci) |      |                | Simia sinica       | Bonnet-chinois              |              | Macaca sinica                | Indes     |
| Queues allongées « Guenons » (Cercopitheci) |      |                | Simia nemaeus      | Douc                        |              | Pygathrix nemaeus            | Indes     |
| Queues allongées « Guenons » (Cercopitheci) | 12   | 24             | Simia jacchus      | Ouistiti                    |              | Callithrix jacchus           | Amériques |
| Queues allongées « Guenons » (Cercopitheci) | 13   | 25             | Simia oedipus      | Pinche                      |              | Saguinus oedipus             | Amériques |
| Queues allongées « Guenons » (Cercopitheci) |      | 26             | Simia rosalia      | Marikina                    |              | Leontopithecus rosalia       | Amériques |
| Queues allongées « Guenons » (Cercopitheci) |      |                | Simia argentata    | Mico                        |              | Callithrix argentata         | Amériques |
| Queues allongées « Guenons » (Cercopitheci) | 14   |                | Simia aethiops     | Mangabey                    |              | Chlorocebus aethiops         | Afrique   |
| Queues allongées « Guenons » (Cercopitheci) | 15   | 27             | Simia midas        | Tamarin                     |              | Saguinus midas               | Amériques |
| Queues allongées « Guenons » (Cercopitheci) |      | 28             | Simia fatuellus    | Petit-fou (ou Sajou cornu)  |              | Cebus apella fatuellus       | Amériques |
| Queues allongées « Guenons » (Cercopitheci) | 17   | 29             | Simia apella       | Sajou                       |              | Cebus apella                 | Amériques |
| Queues allongées « Guenons » (Cercopitheci) | 19   | 30             | Simia capucina     | Saï                         |              | Cebus capucinus              | Amériques |
| Queues allongées « Guenons » (Cercopitheci) | 20   | 31             | Simia sciurea      | Saïmiri                     |              | Saimiri sciureus             | Amériques |
| Queues allongées « Guenons » (Cercopitheci) | 18   | 32             | Simia morta        | Monkie                      |              | Saimiri sciureus             | Amériques |
| Queues allongées « Guenons » (Cercopitheci) | 21   | 33             | Simia syrichta     | Syricta                     |              | Tarsius syrichta             | Indes     |

## GenreLemur
| 1758 | 1766 | Nom binominal     | Nom commun  | Illustration | Équivalent actuel (MSW 2005) | Habitat              |
| ---- | ---- | ----------------- | ----------- | ------------ | ---------------------------- | -------------------- |
| 1    | 1    | Lemur tardigradus | Loris       |              | Loris tardigradus            | Indes                |
|      | 2    | Lemur mongoz      | Mongous     |              | Eulemur mongoz               | Afrique (Madagascar) |
|      | 3    | Lemur macaco      | Vari        |              | Eulemur macaco               | Afrique (Madagascar) |
| 2    | 4    | Lemur catta       | Mococo      |              | Lemur catta                  | Afrique (Madagascar) |
| 3    | 5    | Lemur volans      | Maki volant |              | Cynocephalus volans          | Indes                |